# Premi 7lletres
El Premi 7lletres és un guardó literari anual a un recull de set contes inèdits escrits en català. Va néixer el 2006, i es concedeix pel Consell Comarcal de la Segarra, la Fundació Manuel de Pedrolo i els ajuntaments de Cervera i dels Plans de Sió. S'atorga dins el marc de les activitats 7lletres. El premi literari i més coses al voltant del escriptor Manuel de Pedrolo. El premi té una dotació de 7.000 euros i l'obra guanyadora és publicada per Pagès editors.

## Guardonats[3]
- 2006 Miquel de Palol per El Lleó de Böcklin
- 2007 Jaume Ferrer per La llum dels orfes
- 2008 Cèlia Sànchez-Mústich per No. I Sí
- 2009 Mireia Companys per Venècies
- 2010 Miquel Àngel Vidal per Jardí de gel
- 2011 Xavier Vidal per Els elefants interiors
- 2012 Carles Hac Mor per No eixuguis els plats
- 2013 Leandro Iborra per Les mars perdudes
- 2014 Alfred Quintana per Enmig de la melée
- 2015 Xavier Ballester per Porexpan i polaroids
- 2016 Teresa Saborit per Els llops ja no viuen als boscos
- 2017 Oscar Palazón per Els complements del nom
- 2018 Francesc Duch per Altres mares
- 2019 Susanna Batalla per Els records perfectes
- 2020 Ester Enrich Coma per Blanc sobre negre
- 2021 Ramon Pardina per El gran circ domèstic[4]